# Epharpastis daedala
Epharpastis daedala är en fjärilsart som beskrevs av Edward Meyrick 1887. Epharpastis daedala ingår i släktet Epharpastis och familjen Tineodidae. Inga underarter finns listade i Catalogue of Life.